# アンカー・ハンドリング・タグ・サプライ船

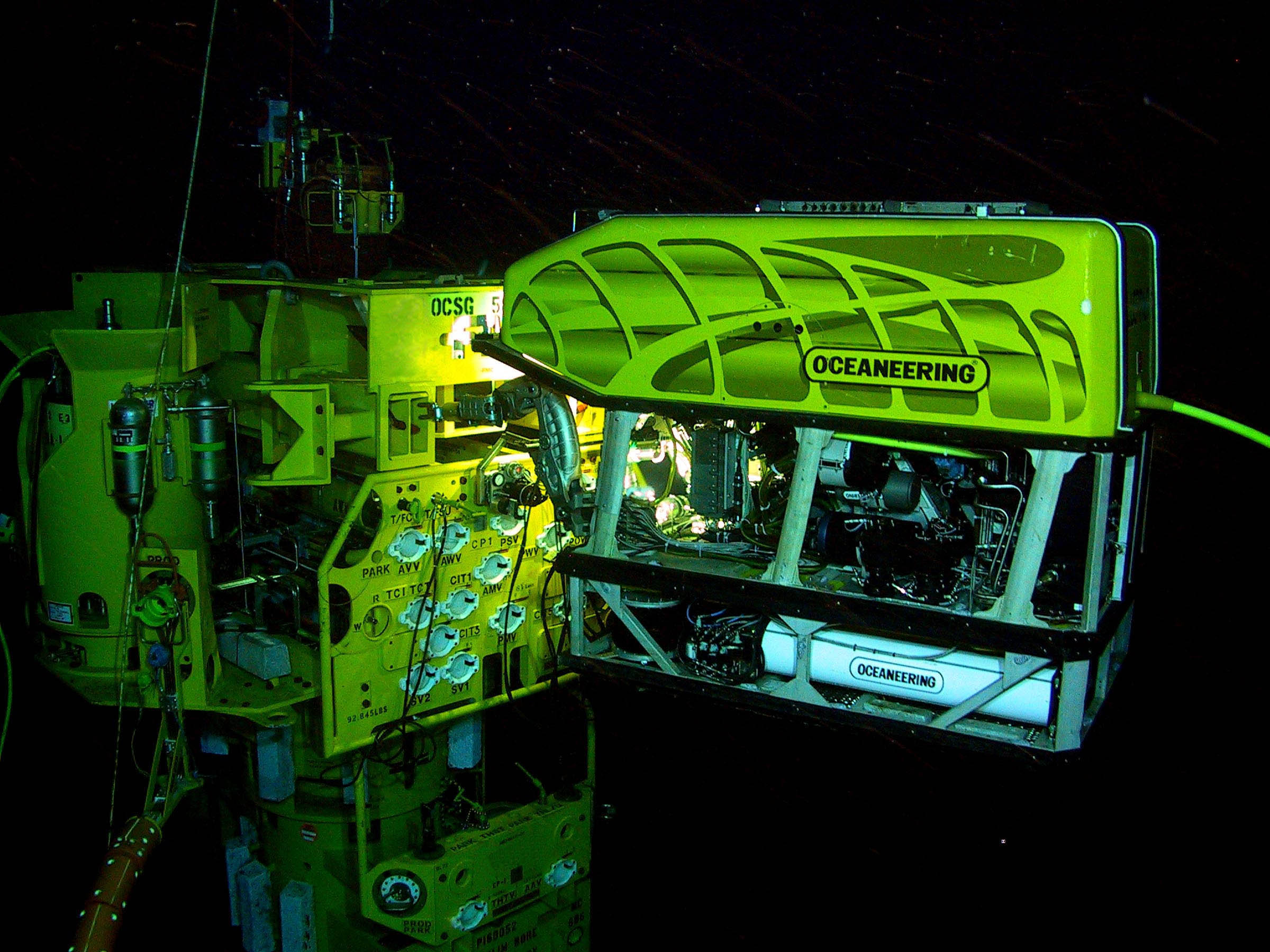
海底油田で作業中のROV。トルクレンチを使用しバルブ操作を行っている

アンカー・ハンドリング・タグ・サプライ船（英語：Anchor handling tug supply vessel）とは、AHTSやAHTSVとも略され、主に石油リグのアンカーを取り扱い、所定の位置まで曳航し、石油リグを所定の位置に固定するために用いられる作業を目的としたオフショア支援船（OSV）。AHTS船舶は、緊急対応救助船 (ERRV) としてや、補給物資輸送船としても利用される。
これら船舶の多くは北海の過酷な条件下で作業することを前提として設計されており、陸上基地と掘削現場間での補給任務を担うことが可能である。また、タンカーへの積み込み支援や、深海域でのアンカー取り扱い、障害物除去のための曳航作業も支援する。
AHTS船はプラットフォーム補給船（PSV）とは異なり、曳航とアンカーハンドリング用のウィンチを装備し、アンカーの取り扱いがし易い様船尾は解放形状であり、ボラードプル（牽引力）を増やすため大出力の主機が搭載され、ウインチもアンカー・ハンドリング用に特別に設計されたものが多い。また、アンカーを素早く開放するたための機構も備えており、ブリッジまたはブリッジと直接通信可能な作業員の居る場所から操作が可能である。曳航用ウインチの設計と試験で使用される基準荷重は、静的ボラード・プルの2倍である。
AHTS船が錨の取り扱いや曳航用に建造されている場合でも、遠隔操作型無人探査機（ROV）の運用や、各種作業、安全/救助活動、本土と沖合の施設間の補給任務なども引き受けることが可能である。
2020年時点で世界最強の曳船はアイランド・オフショア社のアイランド・ビクトリー（ヴァルド・ブレヴィク 831）号で、ボラード牽引力は477トン (526ショートトン 4,680 kN)である。